# Lucien Aimar
Lucien Aimar (* 28. April 1941 in Hyères) ist ein ehemaliger französischer Radrennfahrer.

## Sportliche Laufbahn
Aimar machte das erste Mal mit dem dritten Rang bei der französischen Meisterschaft der Amateure 1960 auf sich aufmerksam. Der an der Côte d’Azur beheimatete Aimar gehörte zwar schon 1962 der französischen Amateur-Nationalmannschaft an, als er bei der Straßen-Weltmeisterschaft Rang 31 belegte, konnte sich aber erst ein Jahr später als 6. des Championat du Monde in die Weltspitze fahren. Bei der Tour de l’Avenir 1963 endete er auf Rang 8 und empfahl sich 1964 mit einem 2. Platz im Gesamtklassement der Tunesien-Rundfahrt und der Tour de l’Avenir für einen lukrativen Profivertrag. Er war Teilnehmer der Olympischen Sommerspiele in Tokio. Im olympischen Straßenrennen kam er auf den 80. Platz.
1965 unterschrieb er beim Radsportteam Ford-France von Jacques Anquetil, den er zu unterstützen hatte. Nach Anquetils Ausscheiden gewann Aimar 1966 überraschend die Tour de France. Den Grundstein für seinen Erfolg legte er in einer Ausreißergruppe während der 10. Etappe. In den Bergen verteidigte er sein Gelbes Trikot erfolgreich, ohne einen einzigen Etappensieg zu holen. 1966 siegte er im Eintagesrennen Genua–Nizza. Abgesehen von einem französischen Meistertitel 1968 und dem Gesamtsieg bei Vier Tage von Dünkirchen 1967 konnte Aimar seinen Erfolg später nicht mehr bestätigen. Bei der Tour de France belegte er 1967 den 6. Platz (1 Etappensieg), 1968 den 7. und 1971 den 9. Platz. Jeweils 17. des Gesamtklassements wurde er 1970 und 1973. 1967 siegte er im Bergzeitfahren am Mont Faron. Als Profi konnte er 34 Siege verbuchen.
Angeblich hatte er nach eigener Aussage einst auf dem Gipfel des Col di Torini acht Minuten Rückstand auf Eddy Merckx, am Ende der Abfahrt war er wieder an dessen Hinterrad. Außerdem wurde er angeblich auf der Abfahrt des Mont Ventoux mit 140 km/h gemessen.

## Doping
Beim Flèche Wallonne 1966 entzogen sich die drei Erstplatzierten Dancelli, Aimar und Altig der Dopingkontrolle. Ihre Disqualifikation wurde jedoch kurz vor der Tour de France wieder aufgehoben. 1969 wurde Aimar nochmals wegen Dopings gesperrt.

## Teams
- 1965: Ford France-Gitane
- 1966: Ford France-Gitane
- 1967–1969: BiC
- 1970–1971: Sonolor-Lejeune
- 1972: Rokado
- 1973: De Kova-Lejeune